# Frostpunk 2
Frostpunk 2 è un videogioco gestionale del 2024 sviluppato e pubblicato da 11 Bit Studios.
Seguito di Frostpunk, il gioco è stato distribuito per personal computer il 20 settembre 2024 e previsto per PlayStation 5 e Xbox Series X e Series S nel corso del 2025.

## Sviluppo
Frostpunk 2 è stato annunciato nell'agosto 2021 come seguito ambientato 30 anni dopo Frostpunk. Allo sviluppo del titolo hanno preso parte circa 70 persone.
Originariamente previsto per luglio 2024, il titolo è stato rinviato a settembre dopo aver valutato le opinioni dei giocatori di una versione beta di Frostpunk 2. Dopo la pubblicazione del gioco, sono stati annunciati tre DLC previsti tra il 2025 e il 2026.